# Byrsochernes caribicus
Espèce
Byrsochernes caribicus est une espèce de pseudoscorpions de la famille des Chernetidae.

## Distribution
Cette espèce est endémique des Antilles. Elle se rencontre en République dominicaine et aux îles Caïmans.

## Description
La femelle mesure 4 mm.

## Publication originale
- Beier, 1976 : Pseudoscorpione von der Dominicanischen Republik (Inset Haiti). Revue Suisse de Zoologie, vol. 83, no 1, p. 45-58 (texte intégral).